# Zelomera kiriakoffi
Zelomera kiriakoffi är en fjärilsart som beskrevs av Pierre E.L. Viette 1972. Zelomera kiriakoffi ingår i släktet Zelomera och familjen tandspinnare. Inga underarter finns listade i Catalogue of Life.